# Mimeoma acuta
Mimeoma acuta är en skalbaggsart som beskrevs av Gilbert John Arrow 1902. Mimeoma acuta ingår i släktet Mimeoma och familjen Dynastidae. Inga underarter finns listade i Catalogue of Life.